# 日落 (游戏)
《日落》是比利时Tale of Tales制作的第一人称探索游戏，2015年5月推出。游戏设定于虚构国家Anchuria，玩家扮演加百列·奥尔加特的非裔美国女管家安杰拉。

## 玩法
《日落》采用第一人称视角。安杰拉·伯恩斯在日落前一小时干许多家务。她做家务时发现关于文明战争的更多信息，以及正进军的独裁者。随着时间流逝，她发现房间和窗外的城市都发生变化。

## 开发
《日落》于2015年5月21日在全球Microsoft Windows、OS X和Linux推出。
《日落》由比利时公司Tale of Tales开发，公司宣布开发从2014年3月开始。《日落》从2014年7月14日开始，通过Kickstarter举行为期一月的集资；公司计划募资2.5万美金，但最终获得6.7636万。唯一的延伸目标是更多关于主人公安杰拉·伯恩斯的，包括为玩家带来其她长相概念的反射图像。安杰拉的灵感来自安吉拉·戴维斯和妮娜·西蒙。
原声由曾为《旅途》作曲的奥斯丁·温特里配乐。

## 评价
Tale of Tales称《日落》遭到商业失败，到2015年6月时售出4000套。